# Dominique-Joseph René Vandamme
Dominique-Joseph René Vandamme (Cassel, 5 novembre 1770 – Cassel, 15 luglio 1830) è stato un generale francese, nominato generale dell'Impero e conte d'Unsebourg sotto Napoleone.
Allo scoppio della rivoluzione francese era già militare con il rango di brigadiere generale. Durante gli anni delle guerre rivoluzionarie francesi fu prima condannato per saccheggio e sospeso dall'incarico, in seguito venne riabilitato e prese parte alla battaglia di Stockach nel 1799, ma a causa del suo carattere e dei disaccordi con il generale Jean Victor Marie Moreau fu mandato in Olanda con compiti di supporto.
Durante le guerre napoleoniche parteciperà a diverse battaglie importanti, tra cui la battaglia di Austerlitz, la battaglia di Abensberg e la battaglia di Eckmühl. Durante la campagna del 1813 si troverà anche a condurre eserciti ma verrà catturato nella battaglia di Kulm. Nella campagna del 1815 fu alla testa del III Corpo d'armata francese, che prese parte alla battaglia di Ligny ma non raggiunse il campo di battaglia di Waterloo.
Vandamme era un soldato particolarmente aggressivo, brutale e violento; celebre a causa delle insubordinazioni e dei tanti saccheggi, dopo la restaurazione venne esiliato in America. Gli fu concesso di fare ritorno in patria nel 1819 e passò i suoi ultimi anni nella città natale, in cui morì all'età di 59 anni.